# Лъв Никерит
Лъв Никерит (на гръцки: Λέων Νικερίτης) е византийски сановник и военачалник от края на XI и началото на XII век, който се отличава в първия етап от печенежките войни на Алексий I Комнин и заема важни длъжности в провинциалното управление в Пелопонес, България и Кипър.
По информация на Анна Комнина Лъв Никерит бил евнух, отраснал от дете измежду войниците и очевидно твърде почитан. Израства в ранговата йерархия, първоначално като вестарх, антипат и стратег на тема Пелопонес, а върху различни печати фигурира като проедър, протопроедър и анаграф на Пелопонес и като протопроедър и анаграф на Пелопонес и Елада; получава титлата куропалат, става дука на Подунавието и се споменава като протоновилисим, велик дука и анаграф на Кипър в един илюстрован ръкопис от Ватиканската библиотека – препис с коментари на „Книгата на Йов“, изработен от Йоан Тарсит по поръчка на Лъв Никерит в началото на XII век (Vat. gr.1231); Никерит се споменава и като протоновилисим и придворен (οἰκεῖος ἄνθρωπος) на император Алексий I в колофона на един октатеух, завършен на 12 ноември 1103 г. от Йоан Кулика по поръчка на Никерит и съхраняван в Библиотеката на двореца Ламбет в Лондон (MS 1214).
Още като стратег на Пелопонес Никерит придобива репутация на смел воин, а смелостта му намира отзвук в „Житието на св. Мелетий“ от Теодор Продром, в което се разказва за чудото на светеца, който изцелил любимия войник Никерит. Във връзка с този епизод Продром съобщава, че Лъв Никерит се прославил с подвизите си и достигнал върховете на византийската йерархия.
През лятото на 1088 г. Алексий I Комнин събира големи войски и се отправя срещу печенегите в Северна България, възнамерявайки да удари главния печенежки център Дръстър с флота по Дунав и със сухопътните сили през Стара планина. Когато печенезите научили, че императорът с големи военни сили идел против тях, от една страна, а от друга – като забелязали, че византийската флота с достатъчно войска навлязла в Дунав, изплашени почнали да търсят средства, за да отклонят своевременно опасността. Те изпратили при Алексий I пратеничество от 150 души с предложение и готовност да се сключи незабавно мир. Алексий I Комнин не само отказал да приеме предложението и да изпълни просбата им, но и цялото пратеничество предал на Лъв Никерит с достатъчен конвой, който да го откара в Цариград. Когато обаче последните пристигнали в Малка Никея или на български Никица, през нощта варварите избили стражата, която хлабаво ги пазела, и през планински пътеки се върнали при съплеменниците си, а Лъв Никерит едва се спасил с други двама от конвоя и дошъл при императора, който вече се намирал в крепостта Голое (при днешно Комарево, Карнобатско).
След разгрома на печенегите при Левунион през 1091 г. и прогонването на куманите отвъд Дунава през същата година, ромейската власт в Придунавието е възстановена и още през май 1091 г. Лъв Никерит се споменава от Анна Комнина като дука на Паристрион, вероятно назначен на този пост заради заслугите си в печенежката война от 1088 г. Той е дукът на Паристрион, при когото Алексий I изпратил младия Георги Декан със специално писмо, уж за да му помага при управлението на областта, но всъщност, за да бъде държан под око от Никерит, тъй като бил съучастник в опита за бягството на Григорий Гавра.
В някои изследвания Лъв Никерит е отъждествяван със стратега Никита, споменаван като принц и дука на България, който според разказите на Алберт от Аахен и Вилхелм Тирски е първият византийски управител, с когото кръстоносците от Първия кръстоносен поход влезли в контакт в Белград, след като преминали Дунава през пролетта на 1096 г., и който създал големи премеждия на пълчищата на Петър Пустинника по пътя им към Ниш, където успял да им нанесе тежко поражение. Тази идентификация обаче се отхвърля от редица изследователи като Стивън Рънсиман, Васил Златарски и Николае Бънеску, а последните двама идентифицират въпросния Никита с протопроедъра и дука на България Никита Карики, като тезата им е потвърдена от сфрагистични находки, една от които, намерена в Свиленградско, е публикувана от Иван Йорданов.
По време на византийско-норманската война от 1107 – 1108 г. Алексий I Комнин поверява на Лъв Никерит отбраната на Дебър, където под командването му се намирал значителен военен гарнизон. Последните сведения за Никерит се отнасят към 1116/1117 г., когато той е изпратен от Алексий I в Лопадион, Витиния, откъдето да охранява пътищата от турците, докато императорът се намирал Никомедия.